# Hans Denver
Hans Peter Christian Denver (ur. 28 października 1876 w Osted, zm. 18 września 1961 w Kopenhadze) – duński strzelec, olimpijczyk.
Wystartował na Letnich Igrzyskach Olimpijskich 1912 w 2 konkurencjach. W karabinie małokalibrowym leżąc z 50 m drużynowo zajął 5. miejsce, zaś indywidualnych zawodów w karabinie dowolnym w trzech postawach z 300 m nie ukończył.

## Wyniki

### Igrzyska olimpijskie
| Igrzyska       | Konkurencja                          | Wynik                            | Miejsce | Źródło |
| -------------- | ------------------------------------ | -------------------------------- | ------- | ------ |
| Sztokholm 1912 | Karabin dowolny, trzy postawy, 300 m | DNF                              | DNF     | [ 2 ]  |
| Sztokholm 1912 | Sztokholm 1912                       | 708 pkt. (druż.) 166 pkt. (ind.) | 5       | [ 1 ]  |